# Alcabalusa
Alcabalusa (posiblemente en escritura aimara y quechua Allqa Walusa o Allqawalusa, allqa multicolor, blanco y negro o bicolor, walusa, wallusa una especie de papa acuosa,) es una montaña en la cordillera Huanzo los Andes del Perú, a unos 5.224 metros (17.139 pies) de altura. Se ubica en la Región Apurímac, Provincia de Antabamba, Distrito de Oropesa, y en la Región de Arequipa, Provincia de La Unión, Distrito de Huaynacotas.